# Vincent (1982)
Vincent is een Amerikaanse korte film uit 1982, gemaakt met behulp van stop-motion. De film is ontwikkeld en geregisseerd door Tim Burton en Rick Heinrichs.
Het verhaal van de film wordt verteld door Vincent Price. Voor de rest zijn er geen dialogen in de film.
De film is tot dusver nooit individueel uitgebracht vanwege de korte duur. Wel is de film verwerkt als extra op de dvd van The Nightmare Before Christmas en op de Cinema16 DVD American Short Films.

## Verhaal
Vincent draait om een jongetje genaamd Vincent Malloy, die gek is op de horrorverhalen van onder anderen Edgar Allan Poe. Hij ziet acteur Vincent Price als zijn grote voorbeeld en doet graag alsof hij hem is. Hij gaat zo op in de verhalen van Poe dat hij zijn grip op de realiteit verliest. Hij beeldt zich in dat hij in het verhaal The Raven zit, en de hoofdpersoon is.

## Achtergrond
Toen hij nog als tekenaar werkte bij Walt Disney Animation Studios, trok Tim Burton de aandacht van Disneyproducent Julie Hickson en Tom Wilhite. Beiden waren onder de indruk van zijn unieke talenten. Hoewel zijn creaties niet echt in het plaatje van de meeste Disney-producties pasten, vonden ze dat hij toch een kans moest krijgen zich te bewijzen. Daarom gaf Wilhite Burton in 1982 een budget van 60.000 dollar om een korte film te maken van zijn gedicht “Vincent”.
Samen met Disney-tekenaar Rick Heinrichs, stop-motionkunstenaar Stephen Chiodo en cameraman Victor Abdalov, begon Burton aan het project te werken. Het project nam twee maanden in beslag. De film werd opgenomen in zwart-wit en een stijl gelijk aan expressionistische films uit de jaren 20 van de 20e eeuw. Het hoofdpersonage in de film vertoont sterke gelijkenissen met Tim Burton zelf.
Vincent Price was al sinds Burtons jeugd zijn idool. Zijn rol als verteller in deze film was het begin van een vriendschap tussen hem en Burton, die duurde tot Price’ dood in 1993.
De film werd gedurende twee weken in een bioscoop vertoond in Los Angeles, voorafgaand aan de tienerfilm Tex. Het filmpje werd ook vertoond op filmfestivals in Londen, Chicago en Seattle. Disney was zelf ook tevreden met de film, maar wist zelf niet goed wat ze ermee aan moesten.

## Prijzen en nominaties
In 1984 won “Vincent” de publieksprijs op het Ottawa International Animation Festival.